# 哈赫特湖
47°44′52″N 11°15′06″E / 47.74780°N 11.25167°E

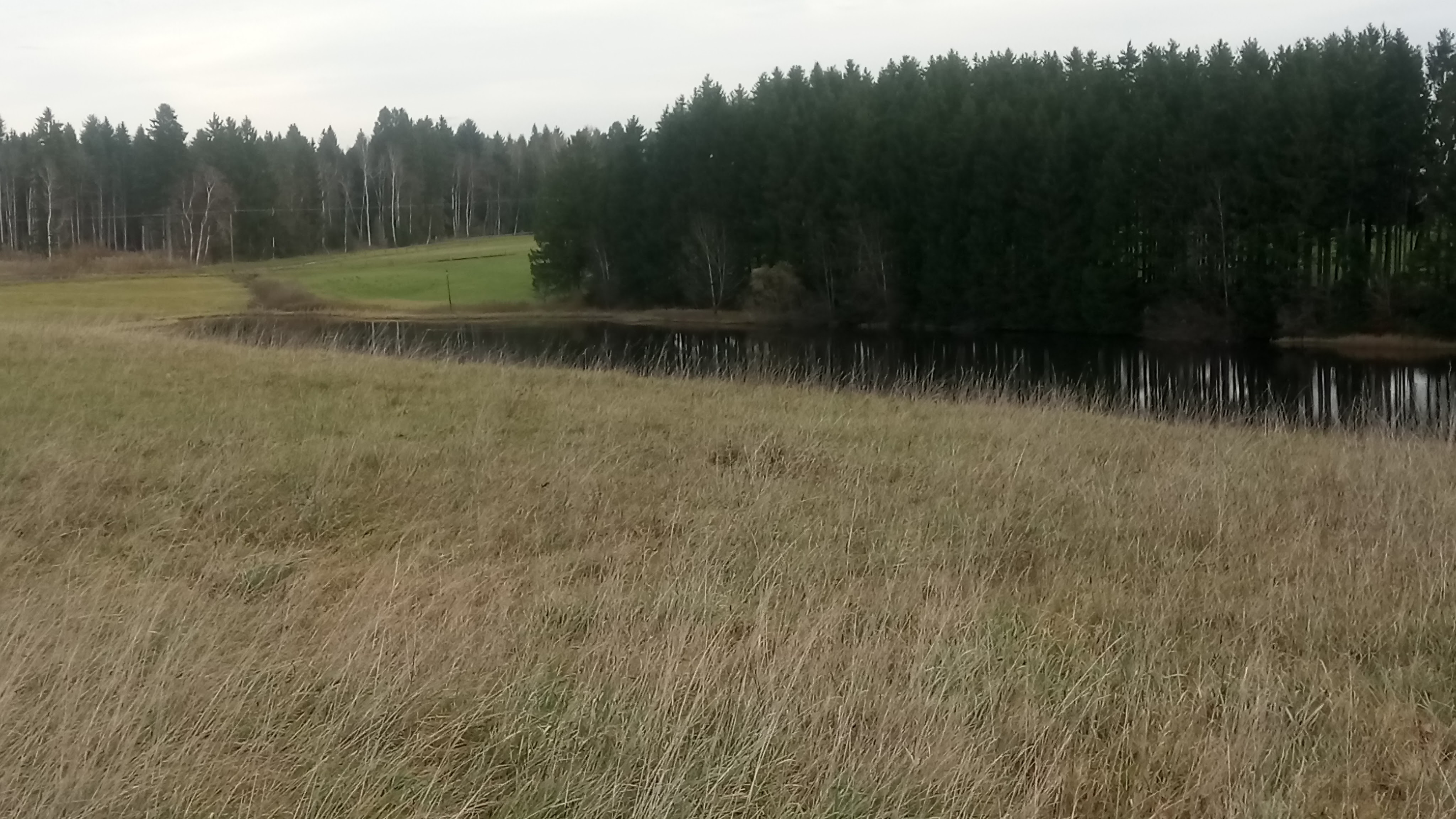

哈赫特湖（德語：Hachtsee），是德國的湖泊，位於該國東南部，由巴伐利亞州負責管轄，處於上瑟謝靈，長0.47公里、寬0.12公里，面積4.5平方公里，海拔高度665米，湖岸線長度1.1公里。